# Черняхівська селищна рада
Черняхівська се́лищна ра́да (до 1926 року — Черняхівська сільська рада) — орган місцевого самоврядування Черняхівської селищної територіальної громади Житомирського району Житомирської області. Розміщення — селище міського типу Черняхів.

## Склад ради

### VIII скликання
Рада складається з 26 депутатів та голови.
25 жовтня 2020 року, на чергових місцевих виборах, що були першими виборами до ради громади, було обрано 26 депутатів, з них (за суб'єктами висування): «Європейська Солідарність» — 7, «Опозиційна платформа — За життя», «Слуга народу» та «Пропозиція» — по 4, «Сила і честь» — 3, «За майбутнє» та Всеукраїнське об'єднання «Батьківщина» — по 2.

### VI скликання
За результатами місцевих виборів 2010 року депутатами ради стали:

#### За суб'єктами висування
| Суб'єкт висування                 | Кількість обраних депутатів | %    |
| --------------------------------- | --------------------------- | ---- |
| Самовисування                     | 19                          | 63,3 |
| Народна партія                    | 7                           | 23,3 |
| Політична партія «Сильна Україна» | 2                           | 6,7  |
| Комуністична партія України       | 1                           | 3,3  |
| Партія «Народна влада»            | 1                           | 3,3  |

#### За округами
| № округу                          | Прізвище, ім'я, по батькові        | Дата визнання обраним | Освіта             | Партійна приналежність                        | Відомості про обраного депутата                         |
| --------------------------------- | ---------------------------------- | --------------------- | ------------------ | --------------------------------------------- | ------------------------------------------------------- |
| Комуністична партія України       |                                    |                       |                    |                                               |                                                         |
| 11                                | Деленгівський Олександр Васильович | 05.11.2010            | середня            | член Комуністичної партії України             | КП «Стоматологічний центр», завідувач господарства      |
| Народна Партія                    |                                    |                       |                    |                                               |                                                         |
| 1                                 | Дворська Валентина Петрівна        | 05.11.2010            | середня спеціальна | член Народної партії                          | пенсіонер                                               |
| 3                                 | Опанасюк Олена Леонідівна          | 05.11.2010            | вища               | позапартійна                                  | ТОВ"Нива-Експо", інженер з охорони праці                |
| 4                                 | Біленький Олександр Петрович       | 05.11.2010            | вища               | позапартійний                                 | ТОВ «Нива-Експо», начальник відділу постачання          |
| 9                                 | Жилінська Надія Володимирівна      | 05.11.2010            | вища               | позапартійна                                  | Черняхівський РЦЗ, начальник відділу                    |
| 15                                | Маційчук Андрій Васильович         | 05.11.2010            | вища               | член Народної партії                          | тимчасово не працює                                     |
| 23                                | Трохименко Микола Петрович         | 05.11.2010            | вища               | позапартійний                                 | приватний підприємець                                   |
| 28                                | Лопатнюк Наталія Степанівна        | 05.11.2010            | вища               | позапартійна                                  | ТОВ «Нива-Експо», інженер-технолог                      |
| Партія «Народна влада»            |                                    |                       |                    |                                               |                                                         |
| 13                                | Несененко Сергій Васильович        | 05.11.2010            | середня            | член Партії «Народна влада»                   | приватний підприємець                                   |
| Політична партія «Сильна Україна» |                                    |                       |                    |                                               |                                                         |
| 6                                 | Коростельов Валерій Михайлович     | 05.11.2010            | середня спеціальна | член Політичної партії «Сильна Україна»       | приватний підприємець                                   |
| 14                                | Сахненко Сергій Миколайович        | 05.11.2010            | середня спеціальна | член Політичної партії «Сильна Україна»       | тимчасово не працює                                     |
| Самовисування                     |                                    |                       |                    |                                               |                                                         |
| 2                                 | Крива Наталія Олександрівна        | 05.11.2010            | вища               | позапартійна                                  | ПП"Інструмент-комплект", бухгалтер                      |
| 5                                 | Прищепа Надія Никонорівна          | 05.11.2010            | вища               | позапартійна                                  | пенсіонер                                               |
| 7                                 | Сінкевич Юрій Віталійович          | 05.11.2010            | вища               | позапартійний                                 | Телерадіокомпанія"Студія 1+1", регіональний представник |
| 8                                 | Осецька Ніна Іванівна              | 05.11.2010            | середня            | позапартійна                                  | Черняхівський РЕМ, контролер                            |
| 10                                | Парфенюк Анатолій Миколайович      | 05.11.2010            | середня            | член Всеукраїнського об'єднання «Батьківщина» | фермерське господарство «Парфенюк», голова              |
| 12                                | Євпак Вікторія Олександрівна       | 05.11.2010            | вища               | позапартійна                                  | Черняхівська селищна рада, секретар                     |
| 16                                | Якобчук Ганна Іванівна             | 05.11.2010            | вища               | позапартійна                                  | Черняхівська гімназія, вчитель                          |
| 17                                | Никітчук Анатолій Анатолійович     | 05.11.2010            | вища               | позапартійний                                 | ТОВ "Челста-РН, інженер-технолог                        |
| 18                                | Бойко Ігор Іванович                | 05.11.2010            | вища               | позапартійний                                 | Приватна фірма, охоронник                               |
| 19                                | Терейковський Сергій Дмитрович     | 05.11.2010            | вища               | член Політичної партії «Фронт Змін»           | Троковицький ліцей, вчитель                             |
| 20                                | Тарнавська Тетяна Іванівна         | 05.11.2010            | вища               | член Всеукраїнського об'єднання «Батьківщина» | Редакція газети «Нове життя», відповідальний секретар   |
| 21                                | Баранов Микола Іванович            | 05.11.2010            | середня спеціальна | член Політичної партії «Наша Україна»         | Кооперативний ринок, директор                           |
| 22                                | Гнатюк Людмила Євгенівна           | 05.11.2010            | вища               | позапартійна                                  | ТОВ «Даніко», головний бухгалтер                        |
| 24                                | Горбалюк Олександр Ігорович        | 05.11.2010            | вища               | позапартійний                                 | АТ «Лагода», начальник виробництва                      |
| 25                                | Давидюк Галина Марківна            | 05.11.2010            | вища               | позапартійна                                  | Черняхівська селищна рада, головний бухгалтер           |
| 26                                | Огірчук Максим Анатолійович        | 05.11.2010            | середня            | позапартійний                                 | тимчасово не працює                                     |
| 27                                | Супрунчук Володимир Володимирович  | 05.11.2010            | середня            | позапартійний                                 | Черняхівська селищна рада, землевпорядник               |
| 29                                | Добровольський Олександр Іванович  | 05.11.2010            | вища               | позапартійний                                 | Управління державного казначейства, головний спеціаліст |
| 30                                | Біляченко Петро Анатолійович       | 05.11.2010            | середня спеціальна | позапартійний                                 | тимчасово не працює                                     |

### Керівний склад попередніх скликань
| Прізвище, ім'я, по батькові | Основні відомості                                                | Суб'єкт висування          | Дата обрання | Дата звільнення |
| --------------------------- | ---------------------------------------------------------------- | -------------------------- | ------------ | --------------- |
| Бабицький Іван Васильович   | Селищний голова, 1956 року народження, освіта вища, безпартійний |                            | 26.03.2006   | 31.10.2010      |
| Бабицький Іван Васильович   | Селищний голова, 1956 року народження, освіта вища, безпартійний |                            | 31.10.2010   | 25.10.2015      |
| Ревчук Наталія Миколаївна   | Селищний голова, 1977 року народження, освіта вища, безпартійна  | «Європейська Солідарність» | 25.10.2020   |                 |

Примітка: таблиця складена за даними сайту Верховної Ради України.
Головою громади обрали позапартійну висуванку «Європейської Солідарности» Наталію Ревчук, Бежівського сільського голову.

## Історія
Раду було утворено в 1923 році як сільську, в містечку Черняхів Черняхівської волості Житомирського повіту. 24 лютого 1926 року була реорганізована до рівня селищної.
Станом на 1 вересня 1946 року селищна рада входила до складу Черняхівського району Житомирської області, на обліку в раді перебувало смт Черняхів.
7 січня 1963 року до складу ради було включене с. Новосілка ліквідованої Новосілківської сільської ради Черняхівського району.
Станом на 1 січня 1972 року селищна рада входила до складу Черняхівського району Житомирської області, до складу ради входили смт Черняхів та с. Новосілка.
До 2020 року — адміністративно-територіальна одиниця в Черняхівському районі Житомирської області з площею території 50,46 км² та підпорядкуванням смт Черняхів та с. Новосілка.

### Населення
Кількість населення ради, станом на 1923 рік, становила 6 926 осіб, кількість дворів — 970.
Кількість населення ради, станом на 1931 рік, становила 3 123 особи.
Відповідно до результатів перепису населення СРСР, кількість населення ради, станом на 12 січня 1989 року, становила 10 989 осіб.
Станом на 5 грудня 2001 року, відповідно до перепису населення України, кількість мешканців селищної ради становила 11 060 осіб.